# Colin Booth
Colin Booth (Middleton, 30 dicembre 1934 – 12 maggio 2025) è stato un calciatore inglese, di ruolo attaccante.

## Carriera

### Club
Dopo aver giocato per 4 stagioni nelle giovanili del Wolverhampton esordisce in prima squadra nel corso della stagione 1954-1955, all'età di 20 anni, giocando 3 partite nella prima divisione inglese; nei due anni successivi scende poi in campo con discreta regolarità (26 presenze e 7 reti nella stagione 1955-1956 e 20 presenze e 9 reti nella stagione 1956-1957), ma a partire dal 1957, complice l'elevata concorrenza in squadra, gioca con scarsa frequenza, dando comunque il suo contributo alla vittoria di due campionati consecutivi da parte dei Wolves tra il 1957 ed il 1959 (realizza infatti 2 reti in 13 presenze nella stagione 1957-1958 e 7 reti in 13 presenze nella stagione 1958-1959). Nel 1959, dopo aver segnato un altro gol in ulteriori 3 partite, viene ceduto al Nottingham Forest, altro club di prima divisione, con cui conclude la stagione 1959-1960 andando in rete per 8 volte in 24 presenze.
La sua seconda stagione al Forest è invece la più positiva in carriera, visto che segna 19 reti in 35 partite di campionato, alle quali aggiunge poi altre 12 reti in 28 presenze nella stagione 1961-1962, durante la quale gioca tra l'altro anche 2 partite in Coppa delle Fiere.
Nell'estate del 1962 all'età di 28 anni, e dopo aver trascorso otto stagioni consecutive in prima divisione, viene ceduto al Doncaster, club di quarta divisione, con il quale nell'arco di due stagioni mette a segno in totale 57 reti in 88 partite di campionato giocate; gioca poi un'ulteriore stagione nella medesima categoria con l'Oxford Utd (48 presenze e 23 reti), per poi chiudere la carriera giocando a livello semiprofessionistico prima nel Cambridge Utd e poi nel Cheltenham Town.
In carriera ha totalizzato complessivamente 301 presenze e 145 reti nei campionati della Football League.

### Nazionale
Nel 1956 ha giocato una partita con la nazionale inglese Under-23.

## Palmarès

### Club

#### Competizioni nazionali
- Campionato inglese: 2

Wolverhampton: 1957-1958, 1958-1959
- FA Charity Shield: 2

Wolverhampton: 1954, 1959